# Alosterna anatolica
Alosterna anatolica är en skalbaggsart som beskrevs av Karl Adlbauer 1992. Alosterna anatolica ingår i släktet Alosterna och familjen långhorningar. Inga underarter finns listade i Catalogue of Life.